# Ивково (Московская область)
Ивково — деревня в Наро-Фоминском районе Московской области, входит в состав сельского поселения Волчёнковское. Численность постоянного населения по Всероссийской переписи 2021 года — 34 человека, в деревне числится 1 садовое товарищество. До 2006 года Ивково входило в состав Афанасьевского сельского округа.
Деревня расположена в юго-западной части района, по правому берегу реки Протва, примерно в 7 км к югу от города Верея, высота центра над уровнем моря 175 м. Ближайшие населённые пункты — Серенское в 0,5 км на юго-восток и Колодези в 300 м на север.